# وزارة المالية (إسبانيا)
وزارة المالية هي إدارة تابعة للحكومة الإسبانية والمسؤولة عن تخطيط وتنفيذ سياسة الحكومة بشأن السياسات المالية العامة في البلاد. وهي تطبق وتدير أنظمة التمويل الإقليمية والمحلية وتوفر المعلومات حول النشاط الاقتصادي المالي لمختلف الإدارات العامة.
تدير وزارة المالية أيضًا المسح العقاري وتجمع جميع ضرائب الدولة من خلال وكالة تريبوتاريا بالإضافة إلى السيطرة على الشركات المملوكة للدولة من خلال الشركة الحكومية للمشاركات الصناعية (SEPI). وبالمثل، تدير الوزارة سلع الحكومة المركزية والأموال الأوروبية واليانصيب العام. ومع ذلك، يتم تنفيذ معظم واجباتها من قبل وكالات مستقلة مثل مصلحة الضرائب ودار صك العملة الملكية.
يتم تعيين وزير المالية من قبل ملك إسبانيا بناء على طلب رئيس الوزراء. ويساعد الوزير ثلاثة مسؤولين رئيسيين، وزير الدولة للشؤون المالية، ووزير الدولة للميزانيات والنفقات، ووكيل الوزارة.
وزيرة الخزانة الحالية هي ماريا جيسوس مونتيرو، وذلك اعتبارًا من يونيو 2018 التي شغلت سابقًا منصب وزيرة المالية الإقليمية لإقليم الأندلس.

## التنظيم
وتنظم وزارة المالية في الهيئات التالية:
- أمانة الدولة للشؤون المالية
  - الأمانة العامة للتمويل الإقليمي والمحلي.
    - المديرية العامة لاستقرار الميزانية والإدارة المالية الإقليمية.

  - المديرية العامة للضرائب.
  - المديرية العامة للمساحة.
  - المحكمة الاقتصادية الإدارية المركزية.
- أمانة الدولة للميزانيات والنفقات
  - المديرية العامة للميزانيات.
  - المديرية العامة لتكاليف الموظفين.
  - مكتب المراقب العام لإدارة الدولة.
- وكيل وزارة المالية
  - الأمانة العامة الفنية.
  - المديرية العامة لتراث الدولة.
  - المفتشية العامة.
  - المديرية العامة لترشيد ومركزية التعاقدات.
  - مكتب الميزانية.
  - المكتب الاداري.
- الأمانة العامة للصناديق الأوروبية
  - المديرية العامة للصناديق الأوروبية.
  - المديرية العامة لخطة ومرفق التعافي والقدرة على الصمود.

## الميزانية
بلغت ميزانية وزارة المالية لعام 2013، نحو 21.7 مليار يورو. ومن بين هؤلاء، 18.1 مليار تدار بشكل مباشر من قبل الوزارة و3.6 مليار تدار من قبل وكالاتها وشركاتها.
وإلى جانب الموازنة المباشرة للدائرة، تدير الوزارة أيضاً بشكل غير مباشر أبواب الموازنة العامة التالية:
- مركزية المقاولات: 317 مليوناً عن طريق المديرية العامة لترشيد ومركزية المقاولات.
- المساهمة في التبادلية الإدارية: 2.4 مليار عبر المديرية العامة للموازنة.
- العلاقات المالية مع الاتحاد الأوروبي: 18.04 مليار عبر المديرية العامة للصناديق الأوروبية.
- صندوق الطوارئ: 3.9 مليار عبر المديرية العامة للموازنة.
- - كافة أنواع التمويل لتمويل الإدارات الإقليمية والمحلية: 47.9 مليار دولار من خلال الأمانة العامة للتمويل الإقليمي والمحلي.